# Antiche unità di misura del circondario di Firenze

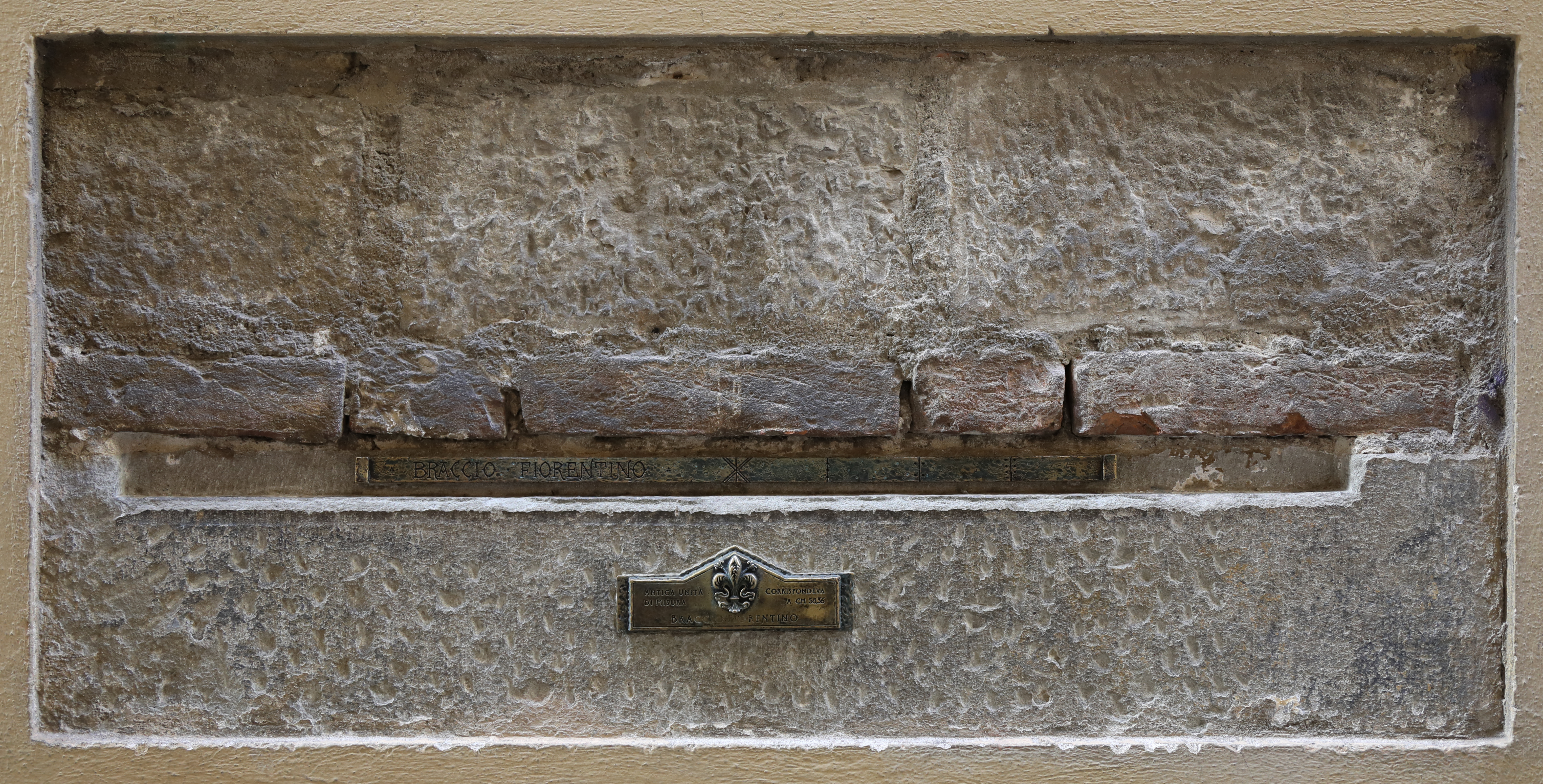
Mostra del braccio fiorentino in via de' Cerchi, centro storico di Firenze

Sono qui riportate le conversioni tra le antiche unità di misura in uso nel circondario di Firenze e il sistema metrico decimale, così come stabilite ufficialmente nel 1807.
Nonostante l'apparente precisione nelle tavole, in molti casi è necessario considerare che i campioni utilizzati (anche per le tavole di epoca napoleonica) erano di fattura approssimativa o discordanti tra loro.
A causa del metodo inappropriato utilizzato nelle province toscane nel 1808 e a causa dell'impossibilità di reperire tutti i campioni originali, nel 1807 venne stabilito di utilizzare per le unità toscane i valori del 1808 però in forma approssimata.

## Misure di lunghezza
| Comuni         | Denominazione      | Valore | Unità |
| -------------- | ------------------ | ------ | ----- |
| Tutti i comuni | Braccio fiorentino | 0,5836 | m     |
| Tutti i comuni | Passetto           | 1,1673 | m     |
| Tutti i comuni | Canna agrimensoria | 2,9181 | m     |

Il braccio fiorentino, detto anticamente braccio a panno, si divide in 20 soldi, il soldo in 12 denari, il denaro in 12 punti.
Il passetto si divide in 2 braccia, e si usa per le stoffe.
La canna agrimensoria si divide in 5 braccia, ossia in passetti 2 1/2.
La canna mercantile si divide in 4 braccia.
Il miglio toscano, misura itineraria, è di canne agrimensore 566 2/3, ossia Braccia 2833 1/3. Il miglio riformato si fa di 3000 braccia legali.
Anticamente dicevasi Crazia la misura equivalente ad 1/12 del braccio.
Nel comune di Palazzuolo le tessitrici usavano il braccio da tela di Bologna equivalente a centimetri 64.

## Misure di superficie
| Comuni                                                                     | Denominazione    | Valore  | Unità |
| -------------------------------------------------------------------------- | ---------------- | ------- | ----- |
| Tutti i comuni                                                             | Quadrato         | 3406,19 | m²    |
| Tutti i comuni                                                             | Braccio quadrato | 0,3406  | m²    |
| Firenze, Campi Bisenzio, Greve, Lastra a Signa, Legnaia, Rovezzano, Vaglia | Stioro           | 525,01  | m²    |
| Dicomano, Vicchio, Sesto, S. Godenzo, Scarperia                            | Staio            | 1703,10 | m²    |
| Palazzuolo                                                                 | Tornatura        | 2080,44 | m²    |

Il quadrato, misura agraria, si divide in 10 tavole, la tavola in 10 pertiche, la pertica in 10 deche, la deca in 10 braccia quadrate.
Il braccio quadrato in 400 soldi quadrati, il soldo quadrato in 9 quattrini quadrati, il quattrino quadrato in 16 piccioli quadrati.
Quadrati 802 7/9 formano il miglio quadrato.
Lo stioro fiorentino corrisponde a braccia quadrate 1541 1/3. In qualche comune però si fa di braccia quadrate 1541 o di 1540.
Lo staio di Dicomano, misura agraria usata anche in altre parti della Toscana, è di 5000 braccia quadrate, e corrisponde alla metà del quadrato.
La tornatura bolognese, misura agraria usata in Palazzuolo, si divide in 144 tavole.
Nello stesso comune di Palazzuolo si usava pure una saccata di braccia quadrate fiorentine 18496, ed uno staio di braccia quadrate 6165, soldi quadr. 133 e denari quadr. 48.

## Misure di volume
| Comuni                 | Denominazione        | Valore | Unità |
| ---------------------- | -------------------- | ------ | ----- |
| Tutti i comuni         | Traino               | 397,6  | L     |
| Tutti i comuni         | Braccio cubo         | 198,8  | L     |
| Tutti i comuni         | Catasta              | 4771,1 | L     |
| Firenze e molti comuni | Catasta di commercio | 3578,3 | L     |

Il traino, misura del legname da costruzione, si compone di due braccia cube.
Il braccio cubo si divide in 6 braccioli o braccia di traino, il bracciolo in 12 once di traino, l'oncia di traino in soldi cubi 111 1/9, il soldo cubo in 27 quattrini cubi, il quattrino cubo in 16 denari cubi.
La catasta, misura per la legna da fuoco, è di 24 braccia cube, e si divide in metà, terzi, quarti, sesti, ottavi e dodicesimi.
La catasta di commercio per la legna da fuoco, usata abitualmente a preferenza della legale, è di 18 braccia cube, e si divide pure in metà, terzi, quarti, ecc.

## Misure di capacità per gli aridi
| Comuni                        | Denominazione | Valore  | Unità |
| ----------------------------- | ------------- | ------- | ----- |
| Tutti i comuni                | Sacco         | 73,0886 | L     |
| Tutti i comuni                | Staio         | 24,3629 | L     |
| Tutti i comuni                | Quartuccio    | 0,3807  | L     |
| Vicchio, Dicomano, S. Godenzo | Staione       | 30,45   | L     |
| Fiorenzuola, S. Godenzo       | Sacco         | 97,4514 | L     |

Il sacco si divide in 3 staia, lo staio in 2 mine, la mina in 2 quarti, il quarto in 8 mezzette, la mezzetta in 2 quartucci.
Otto sacchi fanno un moggio.
Lo staione di Vicchio e S. Godenzo si usa per la misura delle castagne.
Il sacco di Fiorenzuola è di 4 staia fiorentine.
Il comune di Barberino da Mugello aveva uno staione da marroni indicato eguale a Litri 30,475.
Nel comune di Palazzuolo si usava pure uno staio corrispondente quasi a quello di Bologna.

## Misure di capacità per i liquidi
| Comuni            | Denominazione      | Valore  | Unità |
| ----------------- | ------------------ | ------- | ----- |
| Tutti i comuni    | Barile da vino     | 45,5840 | L     |
| Tutti i comuni    | Fiasco da vino     | 2,2792  | L     |
| Tutti i comuni    | Quartuccio da vino | 0,2849  | L     |
| Tutti i comuni    | Barile da olio     | 33,4289 | L     |
| Tutti i comuni    | Fiasco da olio     | 2,0893  | L     |
| Tutti i comuni    | Quartuccio da olio | 0,2612  | L     |
| Vicchio, Dicomano | Barile da olio     | 34,19   | L     |
| Palazzuolo        | Soma da vino       | 78,59   | L     |

Il barile da vino si divide in 20 fiaschi, il fiasco in 4 mezzette, la mezzetta in 2 quartucci.
Due barili fanno una soma; due mezzette un boccale.
Il barile da olio si divide in 16 fiaschi, il fiasco in 4 mezzette, la mezzetta in 2 quartucci.
Due barili fanno una soma.
Il barile da olio di Vicchio si ritiene del peso di 90 libbre.
La soma da vino di Palazzuolo è la corba da vino usata in Bologna, e si divide in 60 boccali.

## Pesi
| Comuni         | Denominazione | Valore | Unità |
| -------------- | ------------- | ------ | ----- |
| Tutti i comuni | Libbra        | 339,5  | g     |
| Tutti i comuni | Carato        | 0,1965 | g     |
| Palazzuolo     | Libbra        | 361,9  | g     |

La libbra di Firenze si divide in 12 once, l'oncia in 8 dramme, la dramma in 3 denari, il denaro in 24 grani, il grano in 48 quarantottesimi.
100 libbre fanno un quintale.
150 libbre fanno il cantaro comune.
160 libbre fanno il cantaro per lana e salumi.
1000 libbre fanno il migliaio.
2000 libbre fanno la tonnellata.
Il carato di 4 grani è peso speciale dei gioiellieri.
La libbra mercantile serve pure per gli usi farmaceutici.
Il grano della libbra è il peso speciale degli orefici.
La libbra di Palazzuolo si divide in 12 once.